# Alfred Schön
Alfred Schön (* 13. Januar 1962 in Wiesloch) ist ein ehemaliger deutscher Fußballspieler und -trainer. Er spielte in der Fußball-Bundesliga, in der französischen Ligue 1 und war Juniorenweltmeister.

## Spieler
Schön lernte das Fußballspielen in seiner Heimatstadt beim FC Frauenweiler und beim VfB Wiesloch. 1978 wechselte er zum SV Waldhof Mannheim und wurde Stammspieler in den in dieser Zeit hochklassigen Jugendmannschaften des Waldhofs. 1980 konnte er die deutsche Meisterschaft mit der A-Jugend gewinnen, ein Jahr später wurde er mit der deutschen Nationalmannschaft Juniorenweltmeister. Beim Waldhof wurde er in diesem Spieljahr als Amateur bereits in der ersten Mannschaft eingesetzt und konnte sich mit ihr für die eingleisige 2. Bundesliga qualifizieren. Er etablierte sich rasch als Stammspieler. Zusammen mit fünf Mannschaftskollegen aus der A-Jugend-Meistermannschaft gelang 1983 der Aufstieg in die 1. Bundesliga, in der Schön im ersten Spiel gegen Werder Bremen das erste Bundesligator der Vereinsgeschichte schoss. 1984 war er mit zwei anderen Waldhofspielern Mitglied der Olympiaauswahlmannschaft beim olympischen Fußballturnier in Los Angeles.
Anschließend folgten Schöns größte Erfolge als Vereinsspieler. In der Saison 1984/85 wurde der SV Waldhof sechster in der Bundesliga und verpasste nur aufgrund des schlechteren Torverhältnisses die Teilnahme am UEFA-Pokal. In der Saison darauf konnte im DFB-Pokal das Halbfinale erreicht werden, in dem die Mannschaft dem späteren Pokalsieger FC Bayern München unterlag. Danach wurde der Waldhof schwächer, weil aufgrund der finanziellen Gegebenheiten jedes Jahr starke Spieler abgegeben werden mussten. Auch Alfred Schön verließ den Verein und wechselte 1988 zu den Stuttgarter Kickers, mit denen er in die 2. Bundesliga abstieg. Nachdem auch der SV Waldhof abgestiegen war, wechselte er nochmals für eine Saison zu seinem alten Verein. Anschließend spielte Schön von 1991 bis 1993 beim AS Nancy in der ersten und zweiten französischen Liga, ehe er 1993/94 nochmals in der 2. Bundesliga beim FC Carl Zeiss Jena aktiv war. Gegen Ende seiner Karriere spielte Schön von 1994 bis 1998 für die TSG Hoffenheim in der Landesliga und in der Verbandsliga.
Alfred Schön absolvierte in seiner Karriere 180 Spiele in der Bundesliga, in denen er neun Tore schoss, sowie 159 Zweitligaspiele mit sechs Toren. Hinzu kommen 30 Spiele und ein Tor in der ersten und elf Spiele in der zweiten französischen Liga. Schön kam auf vier Einsätze mit der deutschen Olympiaauswahl sowie zu 14 Spielen und einem Tor mit der Junioren-Nationalmannschaft.

## Trainer
Nach seiner aktiven Zeit als Spieler wurde Alfred Schön Trainer bei der TSG 1899 Hoffenheim. Er führte den Verein 2000 von der Verbandsliga Baden in die Oberliga Baden-Württemberg. Danach war er Co-Trainer unter Hansi Flick. 2006 war Schön nochmal Interims-Trainer der ersten Mannschaft in der Regionalliga Süd. Seitdem arbeitet Alfred Schön als Scout und Juniorentrainer bei der TSG 1899 Hoffenheim. 2010 wurde er zum Chefscout befördert.